# 島美弥子
島 美弥子（しま みやこ、1927年11月1日 - ）は、日本の舞台女優、声優。東京府出身。テアトル・エコー所属。

## 経歴
- 1947年（昭和22年） - 実践女子専門学校（現実践女子大学）家政科卒業[3]。
- 1947〜1949年（昭和22〜24年） - 農林省東海区水産研究所助手勤務[3]。
- 1949〜1951年（昭和24〜26年） - 東京演技アカデミー[3][注釈 1]。
- 1951年（昭和26年） - 劇団七曜会入団[3][4][5]。
- 1952年（昭和27年） - 劇団東芸入団[3][注釈 2]。
- 1956年（昭和31年9月） - 劇団テアトル・エコー創立に参加[3]。

## 出演作品

### テレビドラマ
- 白い巨塔
- 土曜日の女シリーズ 天使が消えていく（1973年、NTV）※島美彌子でクレジット

### 舞台
- それからのブンとフン
- ノーセックス・プリーズ
- ブローニュの森は大騒ぎ
- ダニエルのとんだ休日

### 吹き替え

#### 映画
- 愛に翼を（キャサリン・レストン・リー〈ルイーズ・ラサム〉）
- 愛に迷った時
- アウトロー（サラ）※TBS版
- あなたに逢えるその日まで…（ハリエット・メイ・キーニー〈アリス・ドラモンド〉）
- イズント・シー・グレート
- 運命の女
- エース・ベンチュラ（フィンクルの母親〈アリス・ドラモンド〉）※ソフト版
- エバー・アフター（ルイーズ）
- オースティン・パワーズ　ゴールドメンバー
- オール・ザ・キングスメン
- クイズ・ショウ（ドロシー・ヴァン・ドーレン〈エリザベス・ウィルソン〉）
- グッドフェローズ
- 刑事ジョン・ブック 目撃者
- 月下の恋（テス・ウェッブ“ばあや”〈アンナ・マッセイ〉）
- GO!GO!ガジェット（セルマ〈フランセス・ベイ〉）
- コールド・ブラッド/殺しの紋章（ルチア〈リリア・スカラ〉）
- 荒野の墓標（ジョニーの母〈アナ・マリア・ノエ〉）
- コクーン（アルマ・フィンレイ〈ジェシカ・タンディ〉）
- コクーン2/遥かなる地球（アルマ・フィンレイ〈ジェシカ・タンディ〉）※テレビ朝日版
- サウンド・オブ・ミュージック（シュミット夫人）※ソフト版
- サンダーハート
- しあわせ色のルビー（ラビの妻〈キム・ハンター〉）
- スーパーマン（ボンド・アー〈マリア・シェル〉）※テレビ朝日旧録版
- スリーメン&ベビー（ジャックの母親〈セレステ・ホルム〉）※VHS版、（売り子2）※フジテレビ版
- ダイナソー（ベイリーン）
- タイムリミット（ジュディの母）※ソフト版
- タキシード
- ダニエル・スティール/愛のカレイドスコープ・訣別の微笑（マーガレット〈コリーン・デューハースト〉）
- 月の輝く夜に（老女）※ANA機内上映版
- 天使にラブ・ソングを…
- 透明人間
- ドライビング Miss デイジー
- ニンジャII/修羅ノ章（オオサキの祖母）
- ノウイング
- バスキア
- 裸の銃を持つ男 PART33 1/3 最後の侮辱（オリンピア・デュカキス、コーザック医師）※ソフト版
- 8mm
- バトルランナー（アグネス・マッカードル夫人）※テレビ朝日版
- ピンク・キャデラック
- ふたりのロッテ（ビショップ先生）
- ブラジルから来た少年（エスター・リーバーマン〈リリー・パルマー〉）
- フリッパー（へディ・ホワイ）
- ブレア・ウィッチ・プロジェクト（メアリー・ブラウン）
- ペーパー・ムーン（牧師の妻）
- ペインテッド・デザート タフ劇場版（バーバラ〈プリシラ・ポインター〉）
- ペンタグラム/悪魔の烙印（チャニングの祖母）※VHS版
- ホーム・アローン（アイリーン〈ビリー・バード〉）※ソフト版
- ホーンテッド・ハウス（メアリー・スミュール〈ルイーズ・ラサム〉）
- ぼくの美しい人だから
- ホット・スポット ※VHS版
- マーズ・アタック!（リッチーの祖母〈シルヴィア・シドニー〉）※ソフト版
- マイ・ブラザー・エディ
- マジェスティック（アイリーン）
- 魔法にかけられて
- Mr.&Mrs. スミス（ルイーズ）※ソフト版
- ミスティック・リバー
- めまい（尼僧）※BD版
- ユー・ガット・メール（バーディ・コンラッド〈ジーン・ステイプルトン〉）※ソフト版
- ライアー ライアー（グレタ〈アン・ヘイニー〉）
- ラブ・レター（エレノア〈グロリア・スチュアート〉）
- 鷲は舞いおりた（ジョアンナ・グレイ〈ジーン・マーシュ〉）

#### ドラマ
- アガサ・クリスティー ミス・マープル 予告殺人（ベル・ゲドラー〈ヴァージニア・マッケンナ〉）
- アメリカン・ヒーロー（アリス〈ジューン・ロックハート〉）
- アリー my Love
- ER緊急救命室
  - シーズンI #1
  - シーズンI #5（ロッティー〈アーネスティン・マーサー〉）
  - シーズンIV #1（老女）、#6（マーガレット〈ジョー・デオダート・クラーク〉）
  - シーズンV #3（アイーダ・エックハルト〈ペギー・ドイル〉）、#20（ドティ・アームストロング〈アン・ベラミー〉）
  - シーズンVI #6（老婦人〈デイン・クロナー〉）、#11（ダフィ夫人〈ペグ・フィリップス〉）、#19（ルース・プーラー〈ルース・マニング〉）
  - シーズンVIII #2（スカピンスキー〈マリリン・オーコナー〉）、#18（ラスキン〈ジュリアナ・マッカーシー〉）
  - シーズンIX #5（尼僧〈マリリン・チャイルド〉）
  - シーズンX #1（ライラ）
  - シーズンXII #8（リーザ・トルドー〈シェルビー・レヴァリントン〉）
  - シーズンXV #4（フレダ〈ドナ・ハーディ〉）
- NCIS 〜ネイビー犯罪捜査班（ヴィクトリア・マラード〈ニナ・フォック〉）
- 狼女の香り（イアンの母[6]）
- サンセット77
- シャーロック・ホームズの冒険 ボヘミアの醜聞（ウィラード夫人）
- 名探偵登場～ルーク教授「ロンドン殺人事件」（フラートン〈ヘレン・ヘイズ〉）
- 名探偵モンク3

### アニメ
- アルプスの少女ハイジ（おばあさん〈初代〉）
- 小公子セディ（ケティ）
- 超合体魔術ロボ ギンガイザー（婦人）
- まいっちんぐマチコ先生